# Serious Moonlight
Serious Moonlight è un film del 2009 diretto da Cheryl Hines con Meg Ryan e Timothy Hutton.

## Trama
Quando la brillante avvocatessa Louise arriva nella sua casa di campagna e trova petali di rosa sparsi sul pavimento, immagina che il marito Ian le stia serbando una sorpresa amorosa: tale accoglienza è in realtà riservata a Sara, l'amante di Ian, con la quale l'uomo intende trasferirsi a Parigi.
Louise trova Ian in camera che le sta scrivendo una lettera di addio e non accetta di essere scaricata e trovarsi sola alla sua età, così sequestra il marito e lo lega ad una sedia .
Louise si sbarazza di Sara, venuta a prendere Ian per portarlo dai suoi genitori prima della partenza, e le fa credere che lei abbia accettato il tradimento che scopre essere in atto da molto tempo.
Dopodiché Louise cerca in tutti i modi di far innamorare nuovamente Ian di lei, ma il marito continua a ripeterle ostinatamente che il loro matrimonio è ormai privo di entusiasmo e la accusa di essere la responsabile di quella situazione.
Mentre Louise è uscita per andare al supermercato, Ian riesce a chiamare un ragazzo, Todd, per farsi liberare: il tizio però si rifiuta di aiutarlo e immobilizza anche Louise una volta rientrata.
Todd approfitta della situazione per svaligiare la casa e invitare i suoi amici, organizzando un party selvaggio mentre Ian e Louise si sostengono a vicenda e si scambiano affettuose moine.
La mattina successiva si presenta in casa Sara, infuriata con Ian perché non si è presentato in aeroporto, e trova Todd e la sua banda che sequestrano anche lei.
In bagno si scatena una discussione violenta tra Louise e Sara per il cuore di Ian: i tre riescono comunque a liberarsi e chiamano la polizia, ma Todd se ne è andato e la vicenda si risolve con un nulla di fatto.
A questo punto Ian comunica a Sara di aver scoperto che non può fare a meno di Louise e che vuole stare con lei.
Dopo un anno, Ian e Louise sembrano aver finalmente trovato la felicità con la nascita di una bambina.
Un pomeriggio, mentre sono fuori per il pranzo, Louise saluta senza accorgersene Todd e a Ian viene l'atroce sospetto che la moglie abbia architettato tutto come mossa disperata per farlo innamorare ancora di lei.

## Produzione
Il film è stato girato a Los Angeles e si basa su uno script della sceneggiatrice Adrienne Shelly, che morì assassinata prima che il film uscisse nelle sale.

## Critica
Carrie Rickey del Philadelphia Inquirer scrive che il film appare come una pièce teatrale per via dello spazio confinato, dei pochi personaggi e dei monologhi presenti, risultando più stridente che divertente.
Joe Neumaier del New York Daily News, valutandolo 1 stella, ha stroncato la performance di Meg Ryan, risultata ancora più antipatica rispetto al suo film precedente The Women, e salvato quella di Timothy Hutton, riuscito a mantenere la propria dignità nelle stravaganti situazioni in cui si è ritrovato.
La valutazione media degli utenti del sito Internet IMDb è 5.3, mentre su Rotten Tomatoes è 4.